# Hywel ap Ieuaf
Hywel ap Ieuaf (muerto 985) fue rey de Gwynedd en el noroeste de Gales de 979 a 985.
Hywel era hijo de Ieuaf ap Idwal que había gobernado Gwynedd conjuntamente con su hermano Iago ab Idwal hasta 969. En aquel año los hijos de Idwal se enfrentaron y Iago tomó prisionero a Ieuaf. Hywel aparece por primera vez acompañando a Iago a Chester para conocer a Edgar de Inglaterra en 973, cuando junto con otros monarcas británicos, incluyendo los reyes de Escocia y de Strathclyde juró lealtad al rey. Cronistas posteriores hablaron de ocho reyes. 
En 974 Hywel levantó un ejército y expulsó a su tío de Gwynedd temporalmente. Iago pudo regresar, pero se vio forzado a compartir el poder con su sobrino. En 978 Hywel hizo otro intento de tomar el reino de su tío, asaltando el monasterio de Clynnog Fawr. En este ataque, Hywel contó con el apoyo de tropas inglesas, posiblemente proporcionadas por Aelfhere, Conde de Mercia. Hywel Iago derrotó a Iago en 979, y ese mismo año Iago fue capturado por vikingos, posiblemente pagados por Hywel y desapareció. Hywel quedó como gobernante único de Gwynedd, pero aparentemente no liberó a s upadre, ya que según J.E. Lloyd, Ieuaf permaneció cautivo hasta su muerte en 988.
En 980 Hywel afrontó un desafío del hijo de Iago, Custennin ab Iago, que atacó Anglesey en alianza con Gofraid mac Arailt, un jefe vikingo de la Isla de Man. Hywel venció en la batalla, matando a Custennin y poniendo a Gofraid y sus hombres en fuga. Con la posesión de Gwynedd asegurada, Hywel inició su expansión hacia el sur. Se alió nuevamente con Aelfhere de Mercia y atacó Brycheiniog y Morgannwg con algún éxito, a pesar de que no fue capaz de anexionarse estos reinos. Aun así en 985 sus aliados ingleses se volvieron contra él y le mataron, posiblemente alarmados por su creciente. Fue sucedido por su hermano Cadwallon ab Ieuaf, que no llevaba mucho tiempo en el trono cuando Gwynedd fue anexionado por Maredudd ab Owain de Deheubarth.